# МИЦ
«МИЦ» — российская компания, занимается строительством и продажей недвижимости в Московском регионе.
Основана в 1999 году как риелторская компания «Московский ипотечный центр — МИЦ», также занималась консультированием по ипотекам, в 2001 году компания выступила соинвестором в нескольких жилищных проектах Москвы, а с 2005 года сама начала строить жильё.
В 2012 году пост председателя совета директоров ГК «МИЦ» занял Андрей Михайлович Рябинский.
По итогам 2000 года оборот ГК «МИЦ» составил 1,1 млрд рублей, 2007 года — 1,6 млрд рублей, 2012 года — 20 млрд рублей.
Объём взятых кредитов составляет 1,5-2 миллиарда рублей, в основном в Сбербанке.
В 2014 году МИЦ вошел в 30-ку крупнейших девелоперов по объемам строительства жилья в России по версии РБК.
В 2019 году МИЦ занял 14-е место в рейтинге самых надежных российских девелоперов по версии Forbes. Также вошел в рейтинг 500 крупнейших по размеру выручки компаний России по версии РБК.
В июле 2019 года МИЦ стал первой девелоперской компанией, которая полностью перешла на продажи с использованием счетов-эскроу.
В 2020 году ООО "ГК «МИЦ» вошло в обновленный список системно значимых компаний, утверждённый правительством в рамках мер поддержки экономики из-за пандемии коронавируса.
16 октября 2023 года было объявлено о подписании сделки по приобретению 100 % ГК МИЦ у мажоритарных акционеров компании Андрея Рябинского и Александра Копылкова группой компаний «Самолет». По данным источников, сумма сделки составила порядка 45 млрд рублей. В результате покупки к группе «Самолет» перешел весь существующий бизнес ГК «МИЦ».